# Панцерник з центральною батареєю

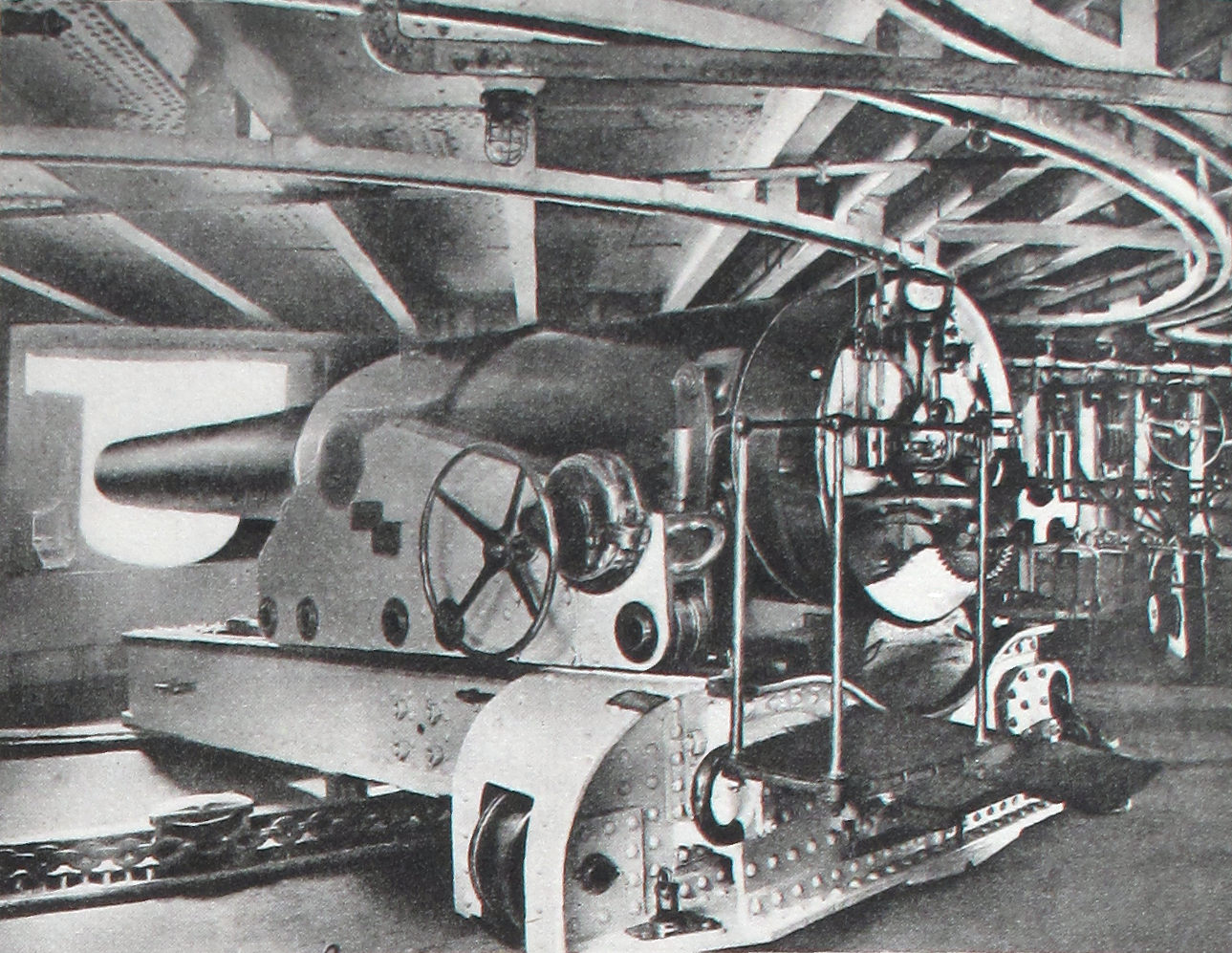
24 см гармата панцерника у 1884

Панцерник з центральною батареєю (у Великій Британії — корабель з центральною батареєю, у європейських флотах — казематний панцерник) — тип панцерника (з високим надводним бортом) для бортової стрільби, розроблений у 1860-х. Поштовхом розвитку таких панцерників стала битва на рейді Гемптон-Роудс, де відбулася перша битва між броненосцями у 1862 під час громадянської війни у США. Одним з учасників битви став казематний панцерник Конфедерації CSS Virginia, який по суті є кораблем центральною батареєю, хоча і з низьким надводним бортом. Панцерники з центральною батареєю мали встановлені гармати в центрі корабля у броньованій цитаделі. Розташування озброєння в центрі корабля дозволило робити кораблі коротшими і зручнішими ні поперед. Таким чином можна було збільшити товщину броні в обмеженій площині, у той час зберігаючи можливість бортового залпу. Ці кораблі закінчили епоху броньованих фрегатів з гарматною палубою по всій довжині.
У Великій Британії людиною, яка створила корабель подібної конструкції, став головний конструктор Королівських ВМС Едвард Джеймс Рід. Попередній панцерним Королівських ВМС, HMS Warrior, довів свою мореплавність, швидку ходу під парою та вітрилами, але його броня легко пробивалася більш сучасними гарматами. Першим кораблем з центральною батареєю став HMS Bellerophon у 1865. Велика Британія побудувала загалом 18 панцерників з центральною батареєю до появи гарматних башт, які стали використовувати на кораблях з високими надводними бортами у 1880-х.
Другим британським кораблем з центральною батареєю став HMS Hercules, який став зразком для австрійського флоту, які розробили на його основі свій перший казематний броненосець «Лісса» (6100 тонн), створений Йозефом фон Ромако і спущений на воду в 1871 році. Австрійський «Кайзер» не треба плутати з німецьким Kaiser: був схожим за конструкцією, крім того корабель було перероблено з дерев'яного корабля, і він був дещо менший (5800 тонн). Подальшим розвитком австрійських панцерників з центральною батареєю стали «Кустоца» (7100 тонн) та «Ерцгерцог Альбрехт» (5900 тонн), які мали двопалубні каземати; після битви біля Лісси, Ромако розробив нову конструкцію, де вперед було спрямовано більше гармат. Три старі броненосці з бортовим залпом «Кайзер Макс» (3600 тонн: «Кайзер Мах», «Дон Хуан де Аустрія» та «Принц Ойген») були також офіційно «перероблені» на казематні, хоча вони загалом були побудовані з нуля. Найбільшим був «Тегетгофф», пізніше отримав назву Mars коли було спущено новий  дредноут Tegetthoff. У австрійських записах відрізняють категорії старих панцерників з бортовим залпом та новими конструкціями словами Panzerfregatten (броньовані фрегати) та відповідно Casemattschiffe (казематні кораблі).
Німецький флот мав два типи казематних кораблів (приблизно 8800 тонн) класу Kaiser, які були побудовані на британських верфях. Перший грецький панцерник, Vasilefs Georgios (1867), було також побудовано у Великій Британії; при водотоннажності 1700 тонн, він був невеликим казематним кораблем з двома 9 дюймовими гарматами і двома малими 20 фунтовими гарматами. Італійці мали три казематних кораблі, Venezia, перероблений з панцерника з бортовим залпом та два панцерники класу Principe Amedeo.
Мінусами казематних кораблів, хоча вони були і більш гнучкими у використанні, ніж кораблі з бортовим залпом, кожна гармата все ж мали невеликі кути горизонтального наведення і лише кілька гармат могли стріляти вперед. Казематні кораблі замінили баштові кораблі.